# Zacharias Thayßner
Zacharias Thayßner, auch Theisner, Theißner oder Thaißner (* vor 1645 in Löbejün; begraben 9. November 1705 in Saalfeld), war ein deutscher Orgelbauer.

## Leben und Werk
Zacharias Thayßner wirkte von 1667 bis 1689 in Quedlinburg, anfangs zusammen mit seinem Bruder Andreas (1652–1708). Zumindest die ersten Orgelwerke waren mit Springladen ausgestattet. 1685 erhielt er das Orgelbauprivileg für Halle (Saale). Von 1695 bis um 1705 war er als Orgelbauer in Merseburg nachweisbar. Die Werke in Merseburg, Naumburg und Jena wurden qualitativ nicht optimal ausgeführt und erforderten bald Umbaumaßnahmen durch andere Orgelbauer. Neben Orgeln baute Thayßner auch Clavichorde und Gehäuse von Spinetten. Jakob Berns und Johann Baptist Funtsch arbeiteten bis 1706 in der Werkstatt von Thayßner.

## Werkliste
Von Thayßner sind bislang die folgenden Auftragsarbeiten nachweisbar.
Kursivschreibung zeigt an, dass die Orgel nicht mehr oder nur noch der Prospekt erhalten ist. In der fünften Spalte bezeichnet die römische Zahl die Anzahl der Manuale, ein großes „P“ ein selbstständiges Pedal. Die arabische Zahl gibt die Anzahl der klingenden Register an. Die letzte Spalte bietet Angaben zum Erhaltungszustand und zu Besonderheiten sowie Links mit weiterführender Information.
| Jahr      | Ort                 | Gebäude            | Bild | Manuale | Register | Bemerkungen |
| --------- | ------------------- | ------------------ | ---- | ------- | -------- | --- |
| 1667      | Quedlinburg         | St. Benedikti      |      |         |          | Neubau; Reparaturen 1711, um 1755, 1772, 1802; Umbau 1835–1836; 1888 ersetzt |
| 1674–1676 | Köthen (Anhalt)     | St. Jakob          |      | II/P    | 25       | Neubau mit Springladen, zusammen mit Bruder Andreas; 1697 Einbau einer Pedalkoppel, 1703–1704 weitere Verbesserungen; 1872 ersetzt |
| 1676–1678 | Blankenburg (Harz)  | Bartholomäuskirche |      | II/P    | 24       | Neubau hinter Gehäuse aus dem 16. Jahrhundert; 1838 abgebrochen |
| 1677–1682 | Quedlinburg         | Quedlinburger Dom  |      | II/P    | 22       | Neubau, Reparaturen 1793 und 1838, 1871 ersetzt. |
| 1683      | Zörbig              | St. Mauritius      |      |         |          | Neubau |
| 1690      | Jena                | Kollegienkirche    |      |         |          | Umbau der Orgel, möglicherweise wohltemperierte Stimmung |
| 1693–1694 | Leipzig             | Nikolaikirche      |      | III/P   | 36       | Erweiterungsumbau der Orgel von Johann Lange (1598, II/P/27) |
| 1693–1705 | Merseburg           | Domkirche          |      | III/P   | 41       | Erweiterungsumbau unter Einbeziehung des alten Gehäuses von 1665. Dieses Werk kostete über 4000 Taler, war aber von erheblichen Mängeln gekennzeichnet. Erst 1717 wurde die Orgel durch den Orgelbauer Johann Friedrich Wender vollendet, verbessert und erweitert (IV/P/66). Gehäuse erhalten. Orgelbeitrag mit der Disposition der Orgel |
| ?         | Merseburg-Altenburg | St. Viti           |      | I/P     |          | Neubau, 1830 ersetzt, Prospekt erhaltenOrgel |
| 1695–1705 | Naumburg (Saale)    | St. Wenzel         |      | III/P   | 45       | Umsetzung der Orgel auf Westempore und Erweiterungsumbau der Joachim Zschugk (1616)/Ludwig Compenius (1650); 1746 ersetzt |
| 1705      | Schleusingen        | St. Johanniskirche |      |         |          | Angebot für die grundlegende Erneuerung der Orgel. Dabei warb er damit, zuvor Orgeln in Merseburg, Leipzig, Jena und Naumburg gebaut zu haben. |